# Zorzines okinawensis
Zorzines okinawensis là một loài bướm đêm trong họ Noctuidae.